# Katzenjammer (hudební skupina)
Katzenjammer je ženská skupina z Osla, Norsko. Vznikla v roce 2005. Jejich hudba je směsí více žánrů jako folk, pop, rock, country, kabaret, balkánská hudba, objevují se prvky šansonu, jazzu, bluegrassu.

## Členky skupiny
- Anne Marit Bergheim
- Marianne Sveen
- Solveig Heilo
- Turid Jørgensen

Na začátku ledna 2016 oznámila Marianne Sveen na svém facebookovém profilu odchod ze skupiny.

## Vznik skupiny
Anne Marit Bergheim, Solveig Heilo, a Turid Jørgensen spolu studovaly na hudební univerzitě. Když se Anne Marit Bergheim rozhodla dát k dispozici všechny hudební nástroje, které měla uložené doma, oslovila své dvě spolužačky, zda s ní chtějí hrát ve skupině. Marianne Sveen se připojila později.
Název si členky skupiny zvolily podle komiksového seriálu Katzenjammer Kids, protože si všimly, že připomínají postavy, které v něm figurují. Termín Katzenjammer je převzatý z němčiny a doslova znamená “nářek koček”" Další význam slova je “kocovina”..
Členky skupiny uvádějí, že byly ovlivněny mnoha umělci, mezi ně patří Goran Bregović, Danny Elfman, Django Reinhardt a Knutsen & Ludvigsen. Srovnávány jsou s americkou skupinou Dixie Chicks nebo cikánskou punkovou kapelou Gogol Bordello 
Čtyři členky skupiny často mění nástroje a tvrdí, že cílem je ovládnout nástroje, na které nikdy nehrály. Uvádí se, že hrají až na 30 nástrojů včetně harmoniky, kytary, bicích, basy, balalajky, mandolíny, klaviru, zvonkohry, trumpety, kazoo, klávesové flétny, banja, citery, ukulele. Dívky spolupracují se zpěvákem a skladatelem Mats Rybø, který napsal většinu písní skupiny a je pojímán jako pátý člen skupiny, “fantom”. Vystupuje se svou vlastní skupinou The Making of Gentlemen. 

## Historie
V roce 2008 byla skupina vybrána jako jedna z finalistek v soutěži norské rozhlasové a televizní společnosti NRK's yearly Urørt, získala třetí místo za píseň "A Bar in Amsterdam".
Poté se skupina účastnila známých festivalů: Bonnaroo Music & Arts Festival, (USA, 2009), South by Southwest (Austin, Texas, 2009), Festival Roskilde (2009), Festival Hurricane (2010), Festival Glastonbury (2011), Eurosonic (Groningen, Nizozemsko, 2012), Tanzbrunnen Festival (Kolín nad Rýnem, Německo, 2012), Wild Mint Festival (Moskva, Rusko, 2012).
Katzenjammer vystoupily také jako předkapela v programu anglické skupiny Keane v londýnském O2 Arena.
Pravidelně podnikají turné – po Evropě, USA a Austrálii.

## Katzenjammer v Česku
- 13. července 2012 – Colours of Ostrava – vystoupení skupiny zaznamenalo příznivý ohlas:

" Program na hlavní scéně otevřely sympatické a půvabné Norky, kapela Katzenjammer, a postaraly se o možná nejlepší koncert celého festivalového dne. Publikum si získaly už svou překvapivě dobrou češtinou, zahrnující hlášku „Ukončete, prosím, výstup a nástup…“. Hudba těchto čtyř norských dračic se pohybovala od country a folku po rock a punk. Bylo fascinující sledovat, jak při každé písničce změní složení nástrojů, jedinou stálicí byla snad velká balalajka. Celý set Katzenjammer se pohyboval na hranici koncertu a kabaretu i díky výborné práci s publikem. Katzenjammer, a především Anne Marit, mezi písničkami s diváky komunikovaly, dokonce je naučily říct „oslí zadek“ v norštině." 

## Diskografie
Alba 
- Září 2008 – debutové album Le Pop (Propeller Recordings. Album mělo příznivý ohlas a v témže roce byla skupina nominována do kategorie “objev roku” a “nejlepší debutové album roku” v soutěži – obdobě norské Grammy, Spellemannprisen.
- Září 2011 – druhé album skupiny A Kiss Before You Go. Kritiky napsaly: "Zvláštní a netradiční je toto album, které neustále mění tvary a překvapuje, ale činí tak s elegancí, lehce, ve výsledku je neuvěřitelně přirozené a naprosto úchvatné." [5]

Singly
- "Play my darling, play" (2008)
- "Tea With Cinnamon" (2010)
- "I Will Dance (When I Walk Away)" (2011)

## Videa
- 15. prosince 2009 – hudební video "A Bar in Amsterdam" – pro YouTube vytvořil animátor a hudebník Lasse Gjertsen.

- 16. května 2012 – cover verze písně “Land of Confusion” skupiny Genesis

- 25. května 2012 – záznam koncertu z Grosse Freiheit 36, Hamburg, Německo nahraný při turné skupiny A Kiss Before You Go v roce 2011.

## Vedlejší projekty
Marianne Sveen and Solveig Heilo mají své vlastní osobní projekty.
- Mariane zvaná Dandylion [6], vydává postupně debutové album Images under Construction ve třech částech. První část vyšla v prosinci 2011, druhá část – 11. května 2012 a třetí část vyšla 19. října 2012.
- Sol Heilo vydala single – cover verzi SBTRKT [7] ‘Hold On’.